# Velika nagrada Portugalske 1988
Velika nagrada Portugalske 1988 je bila trinajsta dirka Svetovnega prvenstva Formule 1 v sezoni 1988. Odvijala se je 25. septembra 1988 na dirkališču Autódromo do Estoril v Estorilu. Zmagal je Alain Prost, drugo mesto je osvojil Ivan Capelli, tretje pa Thierry Boutsen. Alain Prost je osvojil najboljši štartni položaj, Gerhard Berger pa je postavil najhitrejši krog dirke.

## Poročilo

### Kvalifikacije
McLaren je devetič letos dosegel prvo vrsto, tokrat Alain Prost pred Ayrtonom Senno. Ivan Capelli z Marchem se je presenetljivo uvrstil na tretje mesto, do desetega mesta pa so se zvrstili še Gerhard Berger, Mauricio Gugelmin, Nigel Mansell, Michele Alboreto, Nelson Piquet, Alessandro Nannini in Derek Warwick. 

### Dirka
Prvi štart je bil prekinjen, ker je Andreu de Cesarisu ugasnil motor. Drugi štart je bil prekinjen, ko se je podobno primerilo Dereku Warwicku, ki ga je nato zadel de Cesaris, v nesreči pa sta bila udeležena še Luis Perez Sala in Satoru Nakajima. Na veselje portugalskih gledalcev je Senna na tretjem štartu povedel, toda že na začetku drugega kroga je Alain Prost iz zavetrja želel prehiteti Brazilca. Senna je zavil močno proti Prostu in ga prisilil, da je zavil proti zidu, ki ločuje ciljno-štartno ravnino od boksov. Kljub tem Prost ni zaviral in je uspel Senno prehiteti ob zaviranju pred prvim ovinkom. Ta manever Senne je povzričil nekaj hude krvi kasneje v McLarnovi garaži. Prost se je počasi oddaljeval od Senne, ki se je ubadal z manjšimi težavami z gorivom. 
To je omogočilo, da se mu je Capelli približal, ga v dvaindvajsetem krogu prehitel in se začel oddaljevati od Senne. Kmalu je Brazilca prehitel tudi Gerhard Berger, nato pa je podobno poskušal še Nigel Mansell z Williamsom, toda bil je hitrejši le v ovinkih, na ravnini pa se zaradi šibkejšega motorja ni mogel približati Senni. Berger je v lovu za Capellijem postavil najhitrejši krog, toda v šestintridesetem krogu je zletel s proge in odstopil. Odstop je bil posledica ponesreči sproženega gasilnega aparata, zaradi česar ga je po nogi zalil mrzel ogljikov dioksid in mu je noga zdrsnila s pedala. V petinpetdesetem krogu sta Senna in Mansell ujela za krog zaostalega Jonathana Palmerja. Mansell je želel to izkoristiti za prehitevanje Brazilca, toda zadel je v zadek McLarna, trčil v ogrado in odstopil. Mauricio Gugelmin, Nelson Piquet, Michele Alboreto, Riccardo Patrese in Thierry Boutsen so se borili za šesto mesto, toda  Patrese in Piquet sta na polovici dirke odstopila. V petinpetdesetem krogu je Senno prehitel Alboreto, v sedeminpetdesetem krogu pa še Boutsen in Derek Warwick. Prost je zanesljivo zmagal pred presenečenjem dirke, Capellijem, ki je za zmagovalcem zaostal le 9,5 sekunde. V zadnjem krogu je Alboretu zmanjkalo goriva, čeprav mu je indikator kazal drugače. Boutsen je tako Italijana prehitel in osvojil svojo peto uvrstitev sezone na stopničke, Warwick je bil četrti, Alboreto peti, Senna pa šesti.

## Dirka
| Poz  | Št | Dirkač             | Konstruktor     | Krogi | Čas/Odstop  | Št. m. | Toč |
| ---- | -- | ------------------ | --------------- | ----- | ----------- | ------ | --- |
| 1    | 11 | Alain Prost        | McLaren-Honda   | 70    | 1:37:40,958 | 1      | 9   |
| 2    | 16 | Ivan Capelli       | March-Judd      | 70    | + 9,553 s   | 3      | 6   |
| 3    | 20 | Thierry Boutsen    | Benetton-Ford   | 70    | + 44,619 s  | 13     | 4   |
| 4    | 17 | Derek Warwick      | Arrows-Megatron | 70    | + 1:07,419  | 10     | 3   |
| 5    | 27 | Michele Alboreto   | Ferrari         | 70    | + 1:11,884  | 7      | 2   |
| 6    | 12 | Ayrton Senna       | McLaren-Honda   | 70    | + 1:18,269  | 2      | 1   |
| 7    | 36 | Alex Caffi         | Dallara-Ford    | 69    | +1 krog     | 17     |     |
| 8    | 24 | Luis Perez-Sala    | Minardi-Ford    | 68    | +2 kroga    | 19     |     |
| 9    | 14 | Philippe Streiff   | AGS-Ford        | 68    | +2 kroga    | 21     |     |
| 10   | 25 | René Arnoux        | Ligier-Judd     | 68    | +2 kroga    | 23     |     |
| 11   | 31 | Gabriele Tarquini  | Coloni-Ford     | 65    | +5 krogov   | 26     |     |
| 12   | 21 | Nicola Larini      | Osella          | 63    | +7 krogov   | 25     |     |
| Ods  | 15 | Maurício Gugelmin  | March-Judd      | 59    | Motor       | 5      |     |
| Ods  | 5  | Nigel Mansell      | Williams-Judd   | 54    | Zavrten     | 6      |     |
| Ods  | 3  | Jonathan Palmer    | Tyrrell-Ford    | 53    | Pregrevanje | 22     |     |
| Ods  | 19 | Alessandro Nannini | Benetton-Ford   | 52    | Obnašanje   | 9      |     |
| Ods  | 28 | Gerhard Berger     | Ferrari         | 35    | Zavrten     | 4      |     |
| Ods  | 1  | Nelson Piquet      | Lotus-Honda     | 34    | Sklopka     | 8      |     |
| Ods  | 6  | Riccardo Patrese   | Williams-Judd   | 29    | Hladilnik   | 11     |     |
| Ods  | 23 | Pierluigi Martini  | Minardi-Ford    | 27    | Motor       | 14     |     |
| Ods  | 29 | Yannick Dalmas     | Larrousse-Ford  | 20    | Alternator  | 15     |     |
| Ods  | 2  | Satoru Nakadžima   | Lotus-Honda     | 16    | Zavrten     | 16     |     |
| Ods  | 22 | Andrea de Cesaris  | Rial-Ford       | 11    | Pog. gred   | 12     |     |
| Ods  | 18 | Eddie Cheever      | Arrows-Megatron | 10    | Turbo       | 18     |     |
| Ods  | 30 | Philippe Alliot    | Larrousse-Ford  | 7     | Motor       | 20     |     |
| Ods  | 26 | Stefan Johansson   | Ligier-Judd     | 4     | Motor       | 24     |     |
| DNQ  | 4  | Julian Bailey      | Tyrrell-Ford    |       |             |        |     |
| DNQ  | 9  | Piercarlo Ghinzani | Zakspeed        |       |             |        |     |
| DNQ  | 33 | Stefano Modena     | Euro Brun-Ford  |       |             |        |     |
| DNQ  | 10 | Bernd Schneider    | Zakspeed        |       |             |        |     |
| DNPQ | 32 | Oscar Larrauri     | Euro Brun-Ford  |       |             |        |     |